# Antonio José Conde Martins
Antonio José Conde Martins, nacido el 1 de abril de 1936 en Abrantes (Portugal), es un regatista portugués. 
Se inició en la vela a los 10 años de edad en la clase Lusito en el Centro de Vela da Mocidade Portuguesa (escuela de vela de la Mocidade Portuguesa). Ganó el campeonato nacional de Portugal en esa clase a los 13 años, en 1949, y en 1951 se pasa a la clase Snipe, la más competitiva de la época. Inicialmente se formó en la nueva clase como tripulante de Fernando Roquette, y en 1953 ya gana su primer campeonato nacional como patrón. La Federación Portuguesa de Vela lo elige para representar a Portugal en el campeonato del mundo de 1953 en Mónaco, acompañado por Fernando Lima Bello de tripulante, que navegaba en la clase Sharpie. Ganaron el campeonato, con el Snipe "Garrancho", que actualmente se encuentra expuesto en el Museo de la Marina de Lisboa y Martins se convirtió, con 17 años, en el regatista más joven en lograrlo y en el primer portugués que ganaba un mundial de vela, recibiendo la Medalha de Mérito Desportivo, que le entregó el Presidente de Portugal Francisco Craveiro Lopes.
Tras finalizar su educación secundaria en el Liceo D. João de Castro, ingresó en la Escuela Naval portuguesa y prácticamente abandonó su carrera deportiva. Llegó a ser comandante de la escuadrilla de submarinos de la Marina portuguesa.